# 9639 Шерер
9639 Шерер (9639 Scherer) — астероїд головного поясу, відкритий 10 серпня 1994 року.
Тіссеранів параметр щодо Юпітера — 3,523.